# Tahitische Fußballnationalmannschaft (U-23-Männer)
Die tahitische U-23-Fußballnationalmannschaft ist eine Auswahlmannschaft tahitischer Fußballspieler, die der Solomon Islands Football Federation unterliegt. Da der Verband zwar Mitglied des OFC ist, jedoch nicht des IOC, darf sie nicht an der Ozeanien-Qualifikation für die Olympischen Sommerspiele teil. So bestreitet die Mannschaft größtenteils nur internationale Freundschaftsspiele und nahm an den Pazifikspielen 2015 teil.

## Geschichte
Da die Mannschaft nicht an der Olympia-Qualifikation teilnehmen kann, bestritt sie lange nur Freundschaftsspiele, wodurch Spieldaten nicht genau bekannt sind. Der erste bekannte Turnierauftritt der Mannschaft war bei den Pazifikspielen 2015, weil hier einmalig nur U-23-Mannschaften zugelassen waren. Dort landete die Mannschaft mit sieben Punkten auf dem ersten Platz ihrer Gruppe. Dies berechtigte für die Teilnahme an der K.o.-Phase. Im Halbfinale gelang dann auch ein 2:1-Sieg über Papua-Neuguinea, welchem dann im Finale eine 0:2-Niederlage gegen Neukaledonien folgte. Bei der Ausgabe danach war das Turnier dann aber nicht mehr auf U-23-Mannschaften ausgelegt, womit dies die bislang einzige Teilnahme der Mannschaft bei diesem Turnier verblieb.

## Ergebnisse bei Turnieren
| Jahr | Platzierung        |
| ---- | ------------------ |
| 1991 | nicht teilgenommen |
| 1996 | nicht teilgenommen |
| 1999 | nicht teilgenommen |
| 2004 | nicht teilgenommen |
| 2008 | nicht teilgenommen |
| 2012 | nicht teilgenommen |
| 2015 | nicht teilgenommen |
| 2019 | nicht teilgenommen |

| Jahr | Platzierung |
| ---- | ----------- |
| 2015 | 2. Platz    |